# Лезгинская кухня
Лезгинская кухня (лезг. Лезги тIуьнар)— традиционный рацион питания, исторически сложившийся у лезгин, народа Кавказа, проживающего преимущественно в Республике Дагестан, а также на севере Азербайджана. Лезгинская кухня проста, но при этом достаточно разнообразна, содержит блюда как общекавказской кухни (шашлык, долма, хинкал, урбеч), так и сугубо лезгинскую еду (исида, тач, гитІ, цкен, пичӏек, афарар, аш, хашил хапӏа). Кухня лезгин отличается от других кухонь народов Дагестана способами приготовления похожих блюд, заготовок продуктов, оригинальной утварью. Проживание лезгин в условиях суровых гор  наложило свой отпечаток на лезгинскую кухню, которая представлена преимущественно продуктами животноводства и земледелия. Из мяса наиболее распространены баранина и говядина, из растений — бобовые и овощи. Почётное место в лезгинской кухне, как и в лакской, занимает крапива. Национальным лезгинским блюдом считается омлет из жареной крапивы чиргин. Традиционным лезгинским блюдом является афарар, разновидность чуду с начинкой, обычно из разных горных трав. Тесто для афарара пресное и очень тонкое. Афарар готовят также с мясом, тыквой, картофелем, редькой. Секрет вкуса афарара заключается в большом разнообразие трав, включая крапиву, и обильном смазывании топлёным или сливочным маслом. Из крапивы готовят лезгинский крапивный салат хикиф.

## Хлеб
Хлеб у лезгин является основным продуктом питания.
Раньше мука хранилась в больших деревянных ларях. У лезгин было принято украшать лицевую поверхность выпечки узорами, которые наносились кончиками перьев индюка, после чего рисунок закреплялся путём смазывания яйцом или кислым молоком. Лезгинская глиняная цилиндрическая жаровня для выпечки хлеба называется хар. Самых распространённых видов хлеба, присутствующих на каждом лезгинском столе, три:
- Хран фу (лезг. хьран фу)
- Сачун фу (лезг. сачун фу)
- Гвар квай фу (лезг. гъвар квай фу)

Однако, помимо основных видов, лезгины пекут и другие виды хлеба:
- Хул (лезг. хьул) — хлеб из отрубей
- Чар-фу (лезг. чар-фу) — дословно: «бумага-хлеб», тонкослойный хлеб, исконно выпекаемый на камне.
- Йухва (лезг. йухва) — раскатанный лист теста, испечённый на скорую руку.
- Каквац (лезг. къакъвацІ) — тонкий пресный хлеб с конопляными зёрнами.
- Чар лаваш (лезг. ччар лаваш) — пресный тонкий лаваш.
- Гвар лаваш (лезг. гъвар лаваш) — дрожжевой толстослойный лаваш.
- Кулан фу (лезг. къулан фу) — хлеб, испечённый в домашних условиях, на плите.
- Шткар (лезг. шткар) — белая лёгкая лепёшка.
- Пурнийрин фу (лезг. пурнийрин фу) — мятный хлеб.
- Эфер-фу (лезг. эфер-фу) — хлеб с тмином.
- Тунут (лезг. тӏунутІ) — небольшая лепёшка.
- Танурд фу (лезг. тӏанурд фу) — хлеб, выпеченный на тонуре.
- Шткар (лезг. шткар) — белая мягкая лепёшка.
- Цалуг (лезг. цӏалуг) — лепёшка, приготовленная на открытом пламени.
- Цалуг (лезг. цӏалуг) — лепёшка на углях.
- Каркар фу (лезг. кӏаркӏар фу) — круглый хлеб цилиндрической формы диаметром 10-15 см.
- Черекун или Шакука (лезг. черекун, шакӏука) — лезгинская пицца.

Тесто для изготовления хлеба используется обычное, дрожжевое и с настоем хмели (лезг. къугъванар). Муку используют пшеничную или ржаную.

## Кисломолочные
Кисломолочные продукты широко представлены в лезгинской кухне, поскольку исторически животноводство является одной из основных отраслей хозяйства у лезгин. Творог по-лезгински — мукаш, от классического творога отличается более жидкой консистенцией и солоноватым вкусом. Редкий лезгинский завтрак обходится без сладкого чая с намазанным на хлеб мукашем. Имеется у лезгин ещё и кисломолочный напиток туг (лезг. тугъ), своеобразный лезгинский айран, веками избавлявший горцев, употреблявших в застольях жирную мясную еду, от несварения или гастрита. Классический кефир у лезгин именуется мастом. Есть и напиток, который можно использовать в качестве соуса — камбар, кисломолочный напиток с зеленью.
Велико значении сыра в повседневной пище у лезгин, как и всех народов Дагестана. Его заготавливали на зиму. В молочную основу добавляли сычужную закваску из желудка ягнёнка. Масса загустевала, её помещали в полотняные мешочки, далее выжимали всю сыворотку, для чего помещали мешочки под пресс. Уже готовый сыр нарезали и клали в просоленный сывороточных раствор для сохранения сочности.

## Растительная пища

### Зерновые
- Калар (лезг. калар) — закуска из прожаренных семян.
- Тач (лезг. тӏач) — высокоэнергетический кисель из молотых зёрен.
- Аш (лезг. аш) — плов.
- Гит (лезг. гитІ) — блюдо из бобовых и просушенного мяса.
- Чиргин (лезг. чиргъин) — блюдо из молодой фасоли или из трав.

### Салаты
- Хикиф (лезг. хьикьиф) — салат из крапивы.

## Соусы
- Камбар (лезг. камбар) — кисломолочный соус с зеленью.
- Асала (лезг. асала) — крем из яичных желтков и тутового мёда.

## Выпечки
- Афар (лезг. афар) — пирог с мясом, зеленью, картофелем, тыквой. Аналог чуду.
- Шуре (лезг. шуьре) — праздничный пирог с начинкой из национальной сладости исиды.
- Хвазан (лезг. хъвазан) — пирог со сладкой начинкой из сухофруктов
- Гузан (лезг. гузан) — праздничный пирог с кремом.
- Цкен (лезг. цкӏен) — пирог с самой разной начинкой: мясо, сыр, орехи, изюм
- Алуг (лезг. алуг) — хлебец с яичницей.

## Сладости
- Исида (лезг. иситӏа) — традиционное ритуальное и праздничное сладкое лезгинское блюдо, разновидность халвы, сваренной из молока, муки и сливочного масла[6].
- Нутуфа (лезг. нутӏуфа) — лезгинская халва.
- Мехкут (лезг. мехкӏуьт) — смесь из мёда и орехов.
- Кислая пастила «цур» — лезгинское лакомство из дикого и садового терна, кизила, алычи, айвы. Представляет собой тонкий фруктовый лаваш.

## Супы
- Турар-хапай (лезг. тӏурар-хапӏай) — похлёбка с мучными шариками.
- Харар хуйрак (лезг. харар хуьйрак) — суп с горохом.
- Шурва (лезг. шурва) — суп из баранины или говядины. Является свадебным блюдом[5].

## Особые блюда
- Шашлык
- Пичекар (лезг. пичӏекар) — вариация пельменей, обычно с мясом, реже с зеленью.
- Хинкал (лезг. хинкӏар) — особое отличие в тонком тесте.
- Амгеч (лезг. амгеч) — жаркое из индейки[7].
- Цур (лезг. цур) — кислая пастила[8].

## Заготовки
Мясо не является повседневной пищей лезгин, его едят на праздники. Лезгины занимаются заготовками мяса в виде бастурмы. Пожаренное мясо нарезается небольшими кусками и перемешивается с травами — получается полуфабрикат. Его помещают в специальный герметичный сосуд, заливают топлёным жиром и хранят в погребе.